# Reynaldo Anderson
Reynaldo Anderson (Los Santos, Panamá, 12 de abril de 1986) es un futbolista y su posición es defensor.

## Clubes
| Club                         | País       | Año       |
| ---------------------------- | ---------- | --------- |
| Atlético Veraguense          | Panamá     | 2005-2006 |
| Ipatinga FC                  | Brasil     | 2006-2007 |
| Árabe Unido                  | Panamá     | 2007-2009 |
| Ramonense                    | Costa Rica | 2009-2010 |
| Árabe Unido                  | Panamá     | 2010-2014 |
| Sporting San Miguelito       | Panamá     | 2014      |
| Independiente de La Chorrera | Panamá     | 2014-2015 |

## Palmarés

### Títulos nacionales
| Título           | Club           | País   | Año    |
| ---------------- | -------------- | ------ | ------ |
| Primera División | CD Árabe Unido | Panamá | 2008-C |
| Primera División | CD Árabe Unido | Panamá | 2012-A |

- Datos: Q6107419